# Vermute

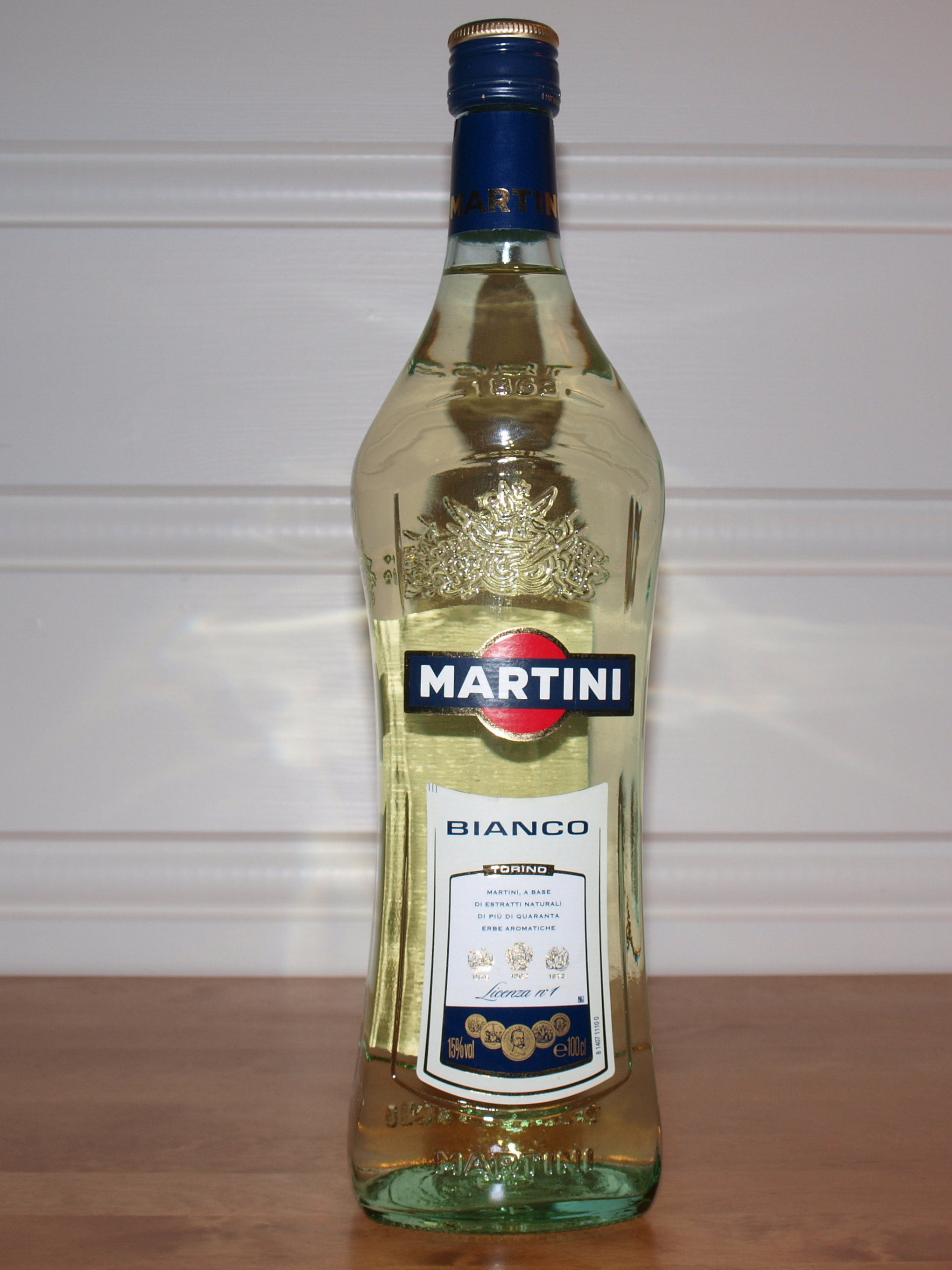
Vermute Italiano - Martini

Vermute é uma bebida alcoólica à base de vinho, com adição de flores ou ervas aromáticas.
Sua origem remonta a Hipócrates, que teria acrescentado dictamo de Creta e absinto ao vinho para estimular o apetite. O nome vem do alemão wermut, que significa absinto. No século XVII, vinhos fortificados com absinto existiam na Alemanha. Porém, só no século XIX a bebida ganhou a forma conhecida hoje, em bares de Turim, Itália.
Atualmente, o vermute é composto de no mínimo 70% de vinho. Os outros ingredientes são açúcar e infusões de ervas de diversos tipos, que dependem de cada fabricante, além de água salobra para reduzir sua acidez.
Pode ser preparado por infusão, pondo-se no vinho um saco com plantas e outras substâncias aromáticas, ou por adição de extratos, em que os aromatizantes misturados ao álcool são envelhecidos e aos poucos acrescenta-se o vinho.

## Classificação do vermute
Vermute é tipicamente classificado em duas categorias: sweet e dry. A principal diferença é a quantidade e tipos de botânicos usados na receita. As diferenças de qualidade surgem da natureza e o tipo do vinho usado como base, qualidade e quantidade de ervas usadas.

### Sweet Vermute
Normalmente, o vermute italiano é âmbar escuro, com um leve sabor de noz, doce e moscatel. Isso também possui uma fragrância bem desenvolvida e agradável, com uma generosa e sabor aquecedor, e um gosto final ligeiramente amargo, mas agradável. Na Itália, vermute deve conter pelo menos 15,5% de álcool e 13% ou mais redutor açúcar.

O teor de álcool final é geralmente de 17%, sólidos solúveis totais (TSS) cerca de 13–14%, acidez total cerca de 0,45% e ácido tânico cerca de 0,04%. Xarope de caramelo pode ser usado se o escurecimento for desejado. No entanto, Goswell e Kunkee (1977) recomenda que o concentrado de uva, escurecido por aquecimento, é preferível ao invés do uso de caramelo. Pasteurização, refrigeração e filtração são geralmente suficientes para estabilizar o vermute. No entanto, pode ocorrer turvação durante a refrigeração. Quando isso ocorrer, ele deve ser removido. O envelhecimento prolongado não é desejado como volatilização e oxidação podem causar perda de aroma.